# Gaetano de Bottis
Gaetano de Bottis (Torre del Greco, 27 juli 1721 – Napels, 10 mei 1790) was een natuurwetenschapper, ingenieur en priester van de Rooms-katholieke Kerk in het koninkrijk Napels.

## Levensloop

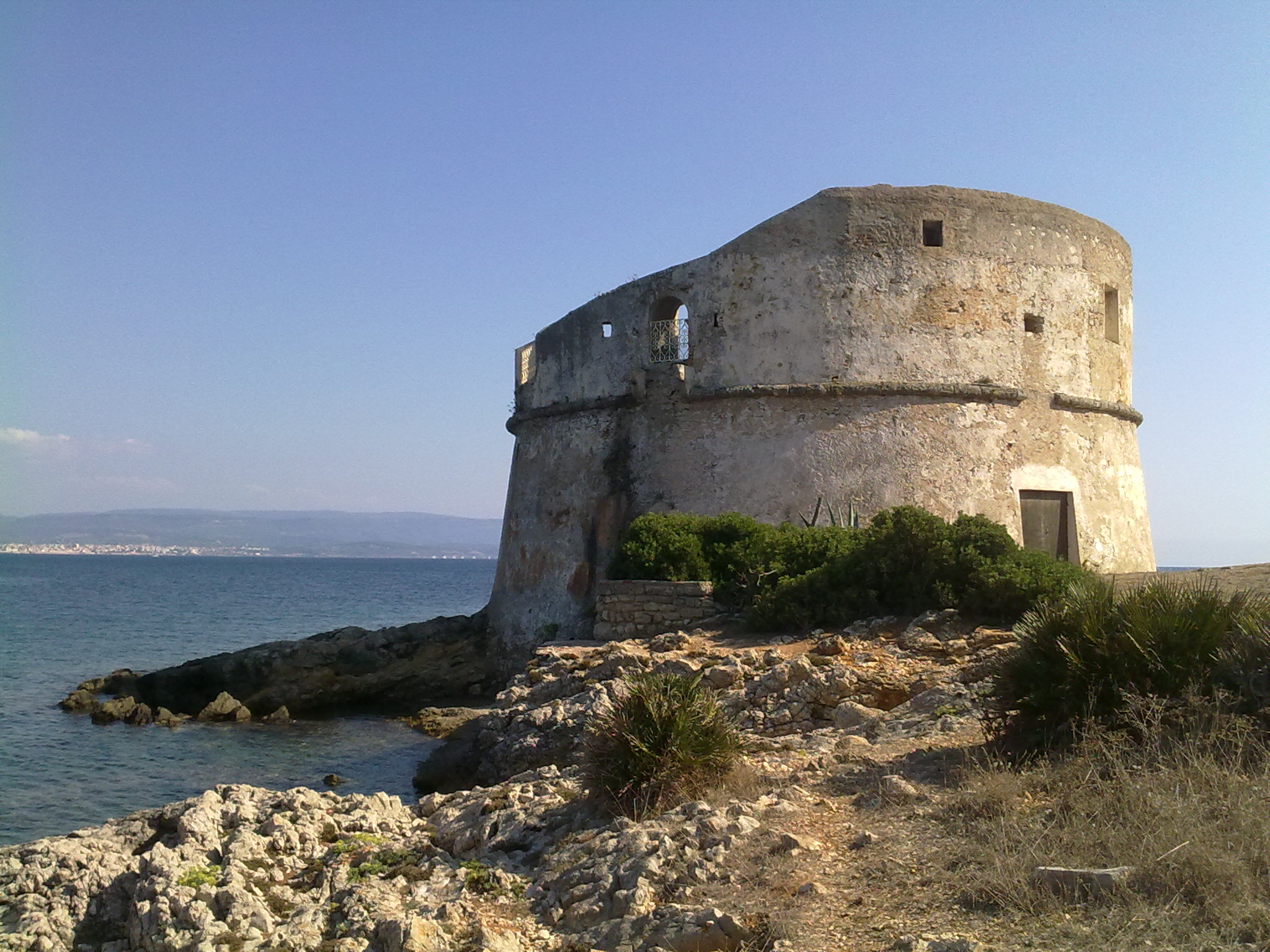
Torre di Capo in Torre del Greco, Italië

In 1743 werd De Bottis tot diaken gewijd en in 1745 tot priester in de kathedraal van Napels. Hij studeerde verder theologie aan de universiteit van Napels, wat hij combineerde met de leerstoel liturgie aan het priesterseminarie van Avellino. Dit was op vraag van Leone, bisschop van Avellino.
Progressief combineerde hij zijn werk op het priesterseminarie met zelfstudie van fysica, wiskunde, geologie en scheikunde. De Bottis organiseerde in zijn huis in Napels een laboratorium van experimentele fysica. Hier deed hij proeven met onder meer elektriciteit. Jonge wetenschappers mochten lezingen geven. Zijn school werd ‘Arboscello’ genoemd. De Bottis hielp hertog Ascanio Filomarino met diens seismograaf in de kelders van zijn kasteel.
De verdere carrière van priester De Bottis werd beheerst door de natuurwetenschappen. Andere priesters legden aan de bevolking uit dat uitbarstingen van de Vesuvius een straf van God waren. Zij kwamen met votiefkapellen, processies, boeterituelen en dergelijke. Priester De Bottis trok daarentegen met een notitieboek naar de Vesuvius. Hij observeerde het gerommel van de vulkaan, de vorm van de rookpluim, de loop van lavafronten, de kleur van de dampen en dergelijke. De Bottis volgde de theorie van de Fransman Nicolas Lemery: vulkaanuitbarstingen ontstaan door verbranding van pyriet of ijzersulfide. De Bottis berekende dat de plaats van oxidatie diep in de vulkaan moest plaats vinden. De Bottis betoogde dat de lava onmogelijk chemisch kon ontbranden aan de oppervlakte; het moest van dieper komen. Hiermee verklaarde hij de warmteafgifte van de Vesuvius en de waterdampen boven de lava. 
Zijn publicaties trokken de aandacht van het koninklijk Huis Bourbon van Napels, alsook van buitenlandse bezoekers in Napels. Koning Ferdinand IV benoemde De Bottis tot docent aan het college voor onderwijs aan adellijke kinderen, alsook tot lid van de Koninklijke Academie voor Wetenschappen en Letteren (Accademia Reale delle Scienze e Lettere) van Napels. De Bottis werd tevens hoogleraar aan de universiteit van Napels en aan de Militaire School Nunziatella.
In 1767 schafte koning Ferdinand IV, op vraag van de paus, de orde der jezuïeten af. Hiermee verdween onder meer het onderwijs in fysica en chemie. De regering in Napels voerde daarom onderwijshervormingen door. Dit betekende voor De Bottis een toename van zijn wetenschappelijk werk.
Door zijn kennis van de fysica nodigde de regering van Napels De Bottis uit voor het uitvoeren van openbare werken als ingenieur. Zo herstelde De Bottis de deur van de Capo Torre in zijn geboortestad Torre del Greco. Hij legde er een openbare fontein aan, bouwde een watermolen en wastafels. Hij bouwde een openbare marktplaats en een douanepost.
Na zijn dood besliste de stad Torre del Greco om de kosten van zijn begrafenis op zich te nemen. De stad liet een grafsteen maken voor een openbare plaats in Torre del Greco. Een vulkaanuitbarsting in 1794 vernielde dit alles.

## Werken[2]
- Ragionamento istorico intorno ai nuovi vulcani nel territorio della Torre del Greco (Napels, 1761)
- Ragionamento istorico dell’incendio del Vesuvio accaduto nel mese di ottobre 1767 (Napels, 1768)
- Istoria dei vari incendi del monte Vesuvio (Napels, 1768)
- Ragionamento istorico dell’incendio del Vesuvio nell’anno 1770 e delle varie eruzioni che ha causato (Napels, 1776)
- Ragionamento istorico intorno all’eruzione del Vesuvio del 29 luglio dell’anno 1779 (Napels, 1779).

## Eerbewijzen
De gemeente Torre del Greco noemde naar hem een straat en het Staatslyceum.
- Biblioteca Nacional de España: XX1619792